# Performing Garage
Le Performing Garage est un théâtre Off-Off-Broadway situé à Manhattan, dans le quartier de SoHo (New York). Fondé en 1968, c'est le foyer permanent de la compagnie de théâtre expérimental nommée à l'origine The Performance Group (sous Richard Schechner) puis renommée en 1980 de l'appellation The Wooster Group (sous Elizabeth LeCompte) et est aussi leur principal lieu de représentation.
Depuis 1978, le théâtre accueille également leur "Série d'artistes invités" ou "Série d'artistes émergents".
Situé au 33 Wooster Street, il peut accueillir environ soixante personnes. Des acteurs tels que Willem Dafoe y ont fait leurs débuts et y reviennent régulièrement.

## Histoire
L'emplacement n'était à l'origine pas un garage mais une usine d'emboutissage d'ustensiles en métal, à l'époque où SoHo était un quartier d'entrepôts vide colonisé par des artistes. Il a été acquis en 1968 par son premier directeur artistique et théâtral, Richard Schechner.
The Performing Garage est fondé en 1968 comme un foyer pour la compagnie de Richard Schechner, The Performance Group (1967–1980), en commençant par Dionysus in '69 (1968). En raison du nom du groupe, le théâtre est parfois appelé à tort Performance Garage.
En 1975, certains membres commencent à développer leurs propres productions et à les interpréter au Performing Garage mais pas sous le nom de The Performance Group, à commencer par Sakonnet Point (1975).
En 1980, Richard Schechner démissionne de son poste de directeur et le Performing Garage devient le foyer de la troupe, rebaptisée The Wooster Group sous Elizabeth LeCompte, leurs œuvres indépendantes de 1975 à 1980 étant considérées rétroactivement comme des productions du nouveau Groupe.
The Performing Garage est détenu et exploité par le Wooster Group en tant qu'actionnaire de la Grand Street Artists Co-op (établie à l'origine dans le cadre du mouvement artistique Fluxus dans les années 1960).
Situé au 33 Wooster Street, le théâtre se trouve à un pâté de maisons au nord de Canal Street et à un pâté de maisons à l'est de West Broadway à SoHo (New York).

## Série d'artiste
Depuis 1978, le Performing Garage accueille annuellement une "Série d’artistes invités".
En 1999, une "Série d'artistes émergents" commence. C'est un programme de trois semaines destiné à mettre en lumière les artistes multimédias émergents en accordant à trois personnes ou groupes une semaine de répétition et un week-end de performances au Performing Garage. Sélectionnée parmi vingt candidats la première série comportait :
- Elliott Earls, Eye Sling Shot Lions
- Radiant Pig (groupe folk-art de country mystic)
- Radiohole, A History of Heen: Not Francis E. Dec, Esq. — sur Francis E. Dec

### Sources
- Citysearch. "The Performing Garage" (revue de l'éditeur), consulté en mars 2009
- Village Voice (1999). «Garage Music», The Village Voice, 13 juillet 1999.
- Groupe Wooster. "The Performing Garage", consulté en mars 2009
- Groupe Wooster. "Production History since 1975", consulté en mars 2009